# Leucocelis simillima
Leucocelis simillima är en skalbaggsart som beskrevs av Ernst Gustav Kraatz 1896. Leucocelis simillima ingår i släktet Leucocelis och familjen Cetoniidae. Inga underarter finns listade i Catalogue of Life.